# Oratorio della Madonna del Gabellino
L'oratorio della Madonna del Gabellino si trova a Volterra, in provincia di Pisa, diocesi di Volterra.
La graziosa chiesetta conserva il cinquecentesco affresco della Madonna del Gabellino.